# Ramah (Colorado)
Ramah é uma vila localizada no estado americano do Colorado, no Condado de El Paso.

## Demografia
Segundo o censo americano de 2000, a sua população era de 117 habitantes.
Em 2006, foi estimada uma população de 119, um aumento de 2 (1.7%).

## Geografia
De acordo com o United States Census Bureau tem uma área de 0,6 km², dos quais 0,6 km² cobertos por terra e 0,0 km² cobertos por água.

## Localidades na vizinhança
O diagrama seguinte representa as localidades num raio de 48 km ao redor de Ramah.